# コロニアルバトルスター
コロニアルバトルスターは、米国のSFテレビドラマ『宇宙空母ギャラクティカ』シリーズに登場する架空の宇宙艦船で、人類側が運用する。ドラマの主な舞台として各エピソードに登場するギャラクティカやペガサスもこのバトルスターのうちの1隻である。

## 概要
バトルスターという艦種名はシリーズでの造語で現在の地球上での解釈にあてはめると、宇宙空母としての大規模な艦載機運用能力と宇宙戦艦としての強大な砲雷撃戦能力を併せ持つ「宇宙戦闘母艦」あるいは「宇宙要塞空母」という表現が適当である。また、劇中での日本語字幕・吹替では「宇宙空母」と訳される。コロニアル艦隊の中核を成す主力艦である。　　　
このように表現される理由として、多数の艦載機を運用可能な艦載機専用施設を持ちながら対艦戦闘に耐えうる戦闘能力（艦砲・ミサイル）を保持し、かつ艦内の環境循環機構及び超光速航行装置により単艦での長期間・長距離の作戦行動が可能であるという点が挙げられる。このような過大な能力を実現させるため、その艦体はオリジナルシリーズで2000m前後、リ・イマジンでは約1400mという巨大なものとなっている。また、艦隊主力艦という性格上大小部隊の旗艦となることが多いため高性能な探査・通信機器を装備しており、これはギャラクティカがどこにあるかも判然としない惑星「地球」を探索するにあたって不可欠な要素であったといえる。
艦体構成は、艦首部・胴体部・フライトポッド・機関部と大きく4つに分かれており、形状として、艦首部分はワニの頭のような構造物でそこから続く胴体部は細く、胴体両脇から伸びる数本の支持パイロンにより両舷に艦載機運用施設である棒状のフライトポッドが接続されている。オリジナルシリーズではフライトポッド間にも強度を保持するための六角形断面の支柱によって直接繋がっている。この支柱は胴体部を貫通しており、内部には胴体部からフライトポッドへの連絡通路が通じている。そして最後部の艦尾部分には亜光速エンジンなど機関部を納めた巨大なポッドがある。シリーズに登場するバトルスターの外観詳細はそれぞれ異なるが、この構成についてはほぼ共通である。艦内は複数層のデッキに分かれており、娯楽施設や士官用クラブ、トレーニングルームなど様々な施設がある。
バトルスターの開発経緯や艦級などは各シリーズで詳細が異なるが、主な使用目的は対サイロン戦闘という点で一致している。基本的にサイロン・ベーススターを仮想敵として設計されているが、戦闘艦としてのスペック（武装・艦載機搭載能力）は劣っている。しかし、高い運動性能を生かした運用や複数艦連携戦術によって性能差を補っている。ただし、オリジナルシリーズでは現在の主力となっている最新鋭のハデス級ベーススターと対峙した場合、本艦級のソーサーブロック北天および南天に装備されているメガパルサー砲は艦自体のほとんどのエネルギーを消費するため連射が利かないとはいえ、バトルスターにとっては脅威であり、タイガー級コロニアル (ベーススター) デストロイヤーの護衛が不可欠となっている。
また、搭載艦載機は大気圏内運用も可能であるが、バトルスター自体は不可能であり、基本的に大気圏突入及び離脱もできない。リ・イマジニングシリーズ第3シーズンではギャラクティカが惑星大気圏内にFTLジャンプを敢行し、艦載機射出後地表すれすれで再び大気圏外へジャンプするという運用を行ったが、これはあくまで設計外の運用法であり、事実その後艦体は大きなダメージを受けることとなった。

## 艦体各部構成詳細

### 艦首部
外部の形状からアリゲーター・ヘッド(ワニ頭)と呼ばれる。各種探査・航法・通信機器類、ブリッジ(あるいはCIC)等艦の制御に関わるシステムが集中している(リ・イマジニングシリーズの空母ペガサスには主砲である艦首大口径砲が装備されている)。また、艦長・副長などの上級コマンドチームの自室もあると思われる。また、飲料水貯蔵タンク(リ・イマジニングシリーズ)も確認されている。

### 胴体部
兵員居住区、娯楽室、士官クラブなどの福利厚生施設、トレーニングルームや射撃訓練ケージ、医療センター、化学分析室、武器保管庫、弾薬庫、食糧貯蔵庫等各種倉庫などがある。胴体部を経由し両舷のフライトポッドを繋ぐ物資輸送通路も設置されている。

### フライトポッド
バトルスターの主たる攻撃手段である艦載機及びその他宇宙船の航宙運用施設である。主な施設としては、フライトデッキ(またはランディングベイ)と呼ばれる宇宙船発着口及び係留区画、ハンガーデッキと呼ばれる艦載機格納庫区画、発進チューブと呼ばれるバイパー戦闘機専用の射出設備があり、これらの施設に付随するように艦載機用燃料タンク、資材倉庫などの関連施設が併設されている。
ポッド自体は、胴体部から延びる数本（2～3本）の支柱によって斜め下方方向に懸架されており、両舷に1基ずつ計2基が設置されている。また、フライトポッド間は胴体部を貫通する支柱があり、支柱内部の専用通路により物資の移動が可能である。ポッドの前後には開口部（オリジナルシリーズは後部のみ開口）があり、着艦した艦載機は、ここからフライトデッキに進入しエレベータで下層にあるハンガーデッキへ移動する。大型宇宙船の場合はデッキ内の係留ポートにそのまま係留される。発着口の開閉機構は存在しない（リ・イマジニングシリーズのギャラクティカタイプバトルスターのみFTL航行時にポッドを艦胴体部に格納し開口部を閉鎖する。この機構のためにギャラクティカおよびその同型艦は過剰なまでの船体強度を持っていたという。）。このことから、戦闘中もフライトデッキは常時開放状態でありこの部分から艦内部へ攻撃を受けたり、サイロン兵士が移乗してくることがある。
フライトデッキの下層にあるハンガーデッキは、艦載機格納庫及び整備区画となっており、バイパー戦闘機は駐機スポットからハンガーデッキに併設する発進チューブへ運ばれ、カタパルトにより射出される。チューブはハンガーデッキから外部方向に向かって数十本設置されており、同時に多数の艦載機を射出することができる。

### 機関部
艦尾部分は、亜光速エンジンやFTLドライブ、動力エネルギー装置、燃料タンクなどの艦の動力系統が集中する巨大なポッドとなっている。リ・イマジニングシリーズのバトルスターにはサブダメージコントロールルームの存在も確認されている。

## バトルスターの種別

### オリジナルシリーズ
オリジナルシリーズでは、12コロニー各惑星に1隻ないしそれ以上の数のバトルスターが配備されており、基本的には所属する惑星の防衛が主任務となっているが、それ以外に12惑星連合艦隊の主力艦として別に艦隊を率いている場合もある（ライコン：第4艦隊旗艦、ペガサス：第5艦隊旗艦）。バトルスターはコロンビア級とパシフィカ級の2クラスあるという説があるが、外観はどの艦も同じで、見た目にはフライトポッド前方部にある艦名プレートでしか識別できない。パシフィカ級は竣工順に「パシフィカ」、「ペガサス」、「ケルベロス」、「プロメテウス」、「オリンピア」、「ソラリア」の6隻、コロンビア級はパシフィカ級よりも大型で竣工順に「コロンビア」、「アトランティア」、「ギャラクティカ」、「アクロポリス」、「ライコン」、「ベレロフォン」の6隻となっている。これはケイン司令官のセリフでギャラクティカを大型空母、ペガサスを中型空母と称していることからもうかがえる。どの艦もサイロンとの1000年戦争後半に建造されており、200～500年ほどの艦齢となっている。連合艦隊の旗艦は空母アトランティアで、アダー大統領が座乗し直接指揮を執っていた。なお、「オリンピア」は7015年に、「ケルベロス」、「ソラリア」、「ベレロフォン」は7322年に撃沈されたとある。
艦のコントロールを行うブリッジは艦首部表面に突出したカマボコ状の構造物内にあり、直視型の窓がある。戦闘時にはこの部分に装甲シールドが下ろされ同時に艦全体でもシールドが作動するようだが、効果範囲や攻撃に対する抑止力については不明である。サイロンレイダーの特攻を受けた際には、損壊は免れたものの、シールドで防ぎきれずブリッジが大ダメージを受けた。
主要諸元は全長6080フィート（約1800m）、全幅2700フィート（約883m）、初期設定では全長610m、全幅290ｍ、全高100ｍ、自重3100000tとされていた。巡航速度10M.D.Pの7乗、戦闘速度10M.D.Pの12乗、武装としては、艦首に装備された2門のレーザーカノンを主砲とし、他に対空対艦2連装ターボレーザー砲塔48基及び対空ミサイルランチャー12基、メガトロン魚雷発射管（本編日本語版台詞では「空対空ミサイル」。発射スイッチも「missile」と表記されていたが、画面ではビーム兵器様であった）10門、戦闘機コロニアル・バイパーを初期設定では36機,、本設定では2個中隊150機搭載しており、その他にも、シャトルクラフト初期設定で8機、本設定では12機 、ランドラム（地上車両）などを複数搭載する。燃料はソリウムと呼ばれる液体燃料。機関部にはこのソリウムを利用したエネルギー装置（動力炉）が2基設置され、バトルスターの全動力を供給している。
艦名は他に「アルヴィオレ」（第3話「氷の惑星アルクタの要塞」で、クリ―下士官の「俺はアルヴィオレの隊員だ」というセリフより）が存在している。また、コロンビア級バトルスター12隻としての設定の場合、「ベレロフォン」、「オリンピア」の代わりに「アテナ」、「トリトン」の名前がある。

### リ・イマジニングシリーズ
リ・イマジニングシリーズに登場するバトルスターは現在3艦種が確認されていて、ギャラクティカの属するジュピター級バトルスターとマーキュリー級バトルスター、バルキリータイプバトルスターに分かれる。その他にも存在するかどうかは明らかではない。また、バトルスターはシグナス級ガンスターなどの複数の補助艦艇と共にバトルスターグループと呼ばれる部隊を編成している（米軍艦隊でいうところの「空母打撃群」のようなもの）。艦名プレート下に表示されている個艦コード「BS（バトルスター）-○○（数字）」のBSにGをつけることで部隊コードが示される。なお、現在判明しているバトルスターグループは以下のとおり、ギャラクティカBSG-75、ペガサスBSG-62、ヴァルキリーBSG-41、トリトンBSG-39。
第二次サイロン戦争勃発時にコロニアル艦隊全体で稼動していたバトルスターは120隻。

#### ジュピター級バトルスター
物語が始まる52年前に起こった第一次サイロン戦争時に対サイロン用として開発・建造された艦。コロニー各惑星を代表し12艦が建造された。最初に建造されたバトルスターであることに敬意を表して「オリジナルバトルスター」あるいは「オリジナルトゥエルブ」と言われる。艦隊シミュレーションゲーム「バトルスターギャラクテイカ・オンラインデッドロック」では、ジュピター級という艦級が与えられている。艦名が判明しているものとしてギャラクティカ、コロンビア（ギャラクティカも参加した第一次サイロン戦争最後の戦闘で集中攻撃を受け撃沈された）がある。開戦から2年後、現在からちょうど50年前に就役している。また、外観は各艦によって若干の差異がある。
バトルスター開発前のコロニー文明テクノロジーは現在より数段進歩していたが、ネットワークを通じて自在にシステムへ侵入・攻撃するサイロンに対抗するため、戦争勃発後にコンピュータネットワークを主とする多くの科学技術を廃棄せざるを得なかった。これは主力兵器たるバトルスターについても例外ではなく、ネットワークを使用せずとも各システム内でコンピュータを独立稼動することで戦闘可能なように設計されている。また、付随する艦内各設備についても、艦内無線は有線電話、自動ドアはバルブ付の手動気密ハッチ、艦載機の発着艦は手動で行われるなど可能な限りコンピュータ管制を介在させない措置が取られた。また、コンピュータネットワークは、あくまで「使用しなくても稼動できる」という代物であり、各システムを接続してのネットワーク処理は可能である。
ジュピター級バトルスターは、ソフト面においてはローテクではあるが、ハード面では当時の技術の粋を結集しており、リブ（溝）型装甲や対核防護メッキ、艦体のモジュール構造など、防御力・生存性を重視した設計は50年を経過した現在でも十分実戦に耐えうるものである。
休戦後、残存したこれらのバトルスターは現役艦として稼動していたが、新型のバトルスターが建造されるなかで予備艦あるいはスクラップとなり次々と姿を消していき、物語開始時ではギャラクティカが唯一軍艦として稼動していた（軍艦として機能していたかどうかは定かではないが、惑星カプリカ付近宙域及び惑星スコーピオ軌道上の軍造船所ドックで同型艦の存在が確認されている。ただし艦名は不明で、いずれもサイロンにより破壊）。そのギャラクティカも近く退役し博物館として改装される予定であったが、まさにその退役式典の日に第二次サイロン戦争が勃発。コロニアル艦隊最後のバトルスター2隻のうち1隻として、民間船団を率いて困難な旅を開始することとなる。
バトルスターは、酸素や水など生命維持に必要なものは全て艦内でリサイクルできるよう設計されており長期間の作戦行動が可能である。
燃料はチリウムで同名の希少鉱石より精製される。動力は、亜光速エンジンを6基、FTLドライブを少なくとも2基搭載。また艦首・艦尾に合計40基の機動用ブースターを装備している。
艦の中枢であるブリッジは艦首部内にCIC（中央戦闘情報センター）として存在しており、艦長・副長以下コマンドチームが常駐している。CICは外部に露出せず目視するための設備もない。これは、敵の攻撃に対する中枢部の生存性を高めるための処置であると思われる。
武装は、2連装大口径対艦砲塔20基～50基（個艦、運用時期によって基数が異なる。ギャラクティカの場合、建造時50基⇒退役時24基）及び対空防衛用2連装対空機関砲塔392基。及び核ミサイル発射可能なミサイルランチャー12基。空母機能としては、バイパー戦闘機を少なくとも4個中隊（80機）搭載可能で、その他哨戒機ラプターも数十機搭載している。全長約1400m

#### マーキュリー級バトルスター
コロニアル艦隊の中核を成す最新型のバトルスター。ギャラクティカとともに第二次サイロン戦争当初の奇襲攻撃から脱出したペガサスも同型艦である。1番艦のマーキュリー、クロノスをはじめ、相当数の艦が建造され稼動していた。
艦体の構成は他のバトルスターに準じるが、外観は艦首部が小さくなり、ギャラクティカタイプバトルスターでは魚の骨のように見えたリブ装甲が平面的な装甲形状に改められ、耐久力も向上している。どちらかというと「オリジナルシリーズ」のバトルスターに似ている。また、亜光速エンジンポッドがギャラクティカタイプバトルスターの6基から8基に増設され、フライトポッドの発着口も倍の8箇所（ポッドの前後部上下に各4箇所×2基。フライトデッキも上下2層）とかなり大型化されている。これらの改良点により全体の出力や速度・艦載機の運用効率などはギャラクティカタイプバトルスターを上回り、全長も約1800mと艦のサイズも大型化されている。
マーキュリー級の最大の特徴はネットワーク使用を前提とした高度なコンピュータシステムにより運用されている点で、この機能を効率的かつ最大限に引き出すOSとしてCNPを標準装備している。このシステムについては、対サイロン用の強力なウィルス防壁が施されていたと思われるが、肝心のCNP自体にトラップが仕掛けられていたことから、防壁に関係なくサイロンにシステムを占拠され、第二次サイロン戦争初期において、マーキュリー級バトルスターは為す術もなく機能不全に陥り次々と破壊されていった。
艦の管制や運用についてはほとんどが自動化・効率化されており、巨艦にもかかわらず完全運用に必要な乗員はギャラクティカタイプに対して半分程度（ギャラクティカ4～5000人　マーキュリー級2500人程度）となっている。また、バイパー戦闘機などの軍事物資専用工場が艦内に併設されるなど単艦での作戦行動能力はさらに向上されている。
CICは他のバトルスターと同じく艦内に設置されているが、システムの効率化が進んでいるため必要スペースはかなり小さくなっている。
武装は、ギャラクティカタイプと同じく28基の2連装大口径対艦砲及び対空機関砲、核ミサイル発射可能なミサイルランチャーであるが、それ以外に艦首部分に超大口径砲4門を主砲として装備している。この砲の威力は凄まじく、1斉射でサイロンベーススターを大破させるほどである。
空母能力としては、バイパーマークVIIを9個中隊（予備1個中隊を含む）180機程度を収容可能でオリジナルバトルスターの2倍以上である。そのほか、ラプターを数十機搭載可能。

#### その他のバトルスター
艦級は不明であるが、ウィリアム・アダマが第二次サイロン戦争勃発の3年前に艦長を勤めていたバトルスターバルキリーが確認されている。外観は、オリジナルシリーズのバトルスターとリ・イマジニングシリーズのマーキュリー級バトルスターとの中間のような形をしており、サイズは小型で、マーキュリー級バトルスターよりは旧式のようである。武装は艦砲・ミサイルと他のバトルスターと同様だが、旋回砲塔の形状が異なる。
また、艦種不明艦として、バトルスターアトランティア、アテナ（タイがパイロット時代に所属していた艦。時期的に言えばギャラクティカタイプバトルスターではあるが詳細は不明）、トリトン、コロンビアII、ソラリア、エラスナス、ナイトフライトなどが確認されている。